# SGL Carbon
SGL Carbon è una delle più grandi aziende produttrici mondiali di prodotti derivati dal carbone. Spazia dal carbone a materiali in grafite, a fibre di carbonio e compositi. Possiede 38 siti di produzione per il mondo, di cui 20 in Europa, 12 in America del Nord e 6 in Asia, e con una rete di servizio in oltre 100 paesi. La sede dell'azienda è Wiesbaden, in Germania. SGL Carbon AG nacque nel 1992 dalla fusione tra SIGRI GmbH (Germania) e Great Lakes Carbon (USA).
Il 1º febbraio 2007 la società è cambiata la struttura dell'organizzazione è stata riallineata al e razionalizzato da quello che era tre segmenti di business a due. Tre unità di business a livello globale allineate operano all'interno di questi segmenti.
La quota di SGL è stata inclusa nell'indice tedesco MDAX dal 1995. Nel 2007, su un fatturato di € 1,373.0 milioni di euro, la società ha generato un utile netto di € 130.900.000. Per la fine dell'anno fiscale 2007, l'azienda contava 5.249 dipendenti nel mondo.